# Droga krajowa B34 (Niemcy)
Droga krajowa 34 (niem. Bundesstraße 34, B 34) – niemiecka droga krajowa przebiegająca  na osi wschód zachód, wzdłuż granicy ze Szwajcarią, od granicy koło Bazylei do skrzyżowania z drogą B 31 w Bodman-Ludwigshafen w Badenii Wirtembergii.

## Trasy europejskie
Droga pomiędzy skrzyżowaniem z drogą B 316 w Rheinfelden (Baden) a węzłem Gottmadingen na autostradzie A 81 jest częścią trasy europejskiej E 54 (ok. 60 km).

## Miejscowości leżące przy B 34
Grenzach-Wyhlen, Rheinfelden (Baden), Schwörstadt, Brennet, Bad Säckingen, Murg, Laufenburg (Baden), Lutingen, Albbruck, Dogern, Waldshut-Tiengen, Koblenz, Waldhuttingen, Lauchringen, Klettgau, Bietingen, Gottmadingen, Singen (Hohentwiel), Radolfzell am Bodensee, Espasingen, Bodman-Ludwihshafen.